# Kaiser (filme)
Kaiser é um curta-metragem de animação, dirigido pelo cartunista Álvaro Marins, o Seth, em 1917. É considerado o primeiro desenho animado produzido no Brasil.
O filme estreou em 22 de janeiro de 1917, no Cine Pathé, no Rio de Janeiro, meses antes de o Brasil declarar guerra à Alemanha e iniciar sua participação na Primeira Guerra Mundial. Consistia de uma charge animada, mostrando o imperador Guilherme II pondo sobre a cabeça um capacete que representava o controle sobre o mundo. Em seguida, um globo terrestre crescia e engolia o líder alemão.
Desde 1907 os cinemas brasileiros já apresentavam vinhetas animadas no encerramento dos cinejornais. Contudo, Kaiser foi a primeira animação autônoma brasileira a ser exibida.
Contudo, com o passar dos tempos, o filme não foi preservado e foi perdido pra sempre, restando apenas uma única imagem de fotograma. O paradeiro da obra já era desconhecida 20 anos após seu lançamento.

## Reanimando "O Kaiser"
Infelizmente o filme não foi preservado e se perdeu para sempre, restando apenas uma imagem de referência da obra.
Para homenagear o artista e sua criação, o diretor do filme "Luz, Anima, Ação", Eduardo Calvet, convidou 8 animadores brasileiros de técnicas diferentes: Marão (2D tradicional), Zé Brandão (2D digital), Stil (animação em papel sulfite), Pedro Iuá (massinha), Marcos Magalhães (animação na película), Diego Akel (pixilation), Fábio Yamaji (light painting) e Rosana Urbes (metalinguagem 2D).
Foi exibido em agosto no festival Anima Mundi 2013.